# Teopomp (król Sparty)
Teopomp, Theopompos (gr. Θεόπομπος od θεός "bóg" i πομπός "prowadzący") – król Sparty, Eurypontyda. Władał od ok. 720 do ok. 675 r. p.n.e. wspólnie z Agiadą Polydorosem (Polidorem). Razem wprowadzili poprawkę do Wielkiej Rhetry, dającą Geruzji (radzie starszych) prawo do uchylania szkodliwych decyzji Zgromadzenia (apella). Zanim do tego doszło (bądź po wprowadzeniu zmiany) powołano dla przeciwwagi starszyzny pięcioosobowe kolegium eforów. Tym samym ustrój Sparty osiągnął swoją ostateczną formę.